# 1412
Cette page concerne l'année 1412  du calendrier julien. Pour l'année 1412 av. J.-C., voir 1412 av. J.-C.
L'année 1412 est une année bissextile qui commence un vendredi.

## Événements

### Asie
- Le khan des Oïrat Ma-ha-mou, profitant de la défaite d’Oldjeitémur et d’Arouktaï (1410), attaque les Mongols orientaux et s’empare du pouvoir suprême[1].
- La domination du royaume d'Ayutthaya sur Sukhothaï est effective avec l'installation d'un résident[2]

### Europe
- 2 janvier : mesure discriminatoire des cortes de Valladolid : les Juifs sont enfermés dans leurs quartiers[3]. Leurs relations avec les chrétiens et leurs pratiques religieuses deviennent difficiles.
- 15 février : signature de la concorde d'Alcañiz entre Catalogne et Aragon pour désigner un nouveau roi[4].
- 28 février : fondation de l'université de St Andrews, la plus ancienne d’Écosse[5].
- 29 mars - 24 juin : arbitrage de Caspé ; Martin Ier d'Aragon étant mort sans héritiers, le prince Trastamare Ferdinand de Castille est élu roi d’Aragon où il fonde la dynastie castillane[4].
- 8 mai : Lancastre fait alliance à Eltham avec les Bourguignons[6]. Début du soutien bourguignon à l'Angleterre pendant la guerre de Cent Ans (fin en 1435).
- 16 mai : assassinat de Giovanni Maria Visconti[7].
- 18 mai : traité de Bourges. Alliance des Armagnacs avec les Anglais[8].
- 28 mai : paix de Baden (en). La paix conclue entre les Suisses et l'Autriche est prolongée pour cinquante ans[9].
- 11 juin : Charles VI met le siège devant Bourges, tenue par le duc de Berry et plusieurs chefs du parti Armagnac[8].
- 15 juin : paix entre le pape Jean XXIII et Ladislas Ier de Naples[7].
- 16 juin : le duc Filippo Maria Visconti (1392-1447) entre à Milan. Il reconstitue l’État milanais[7].

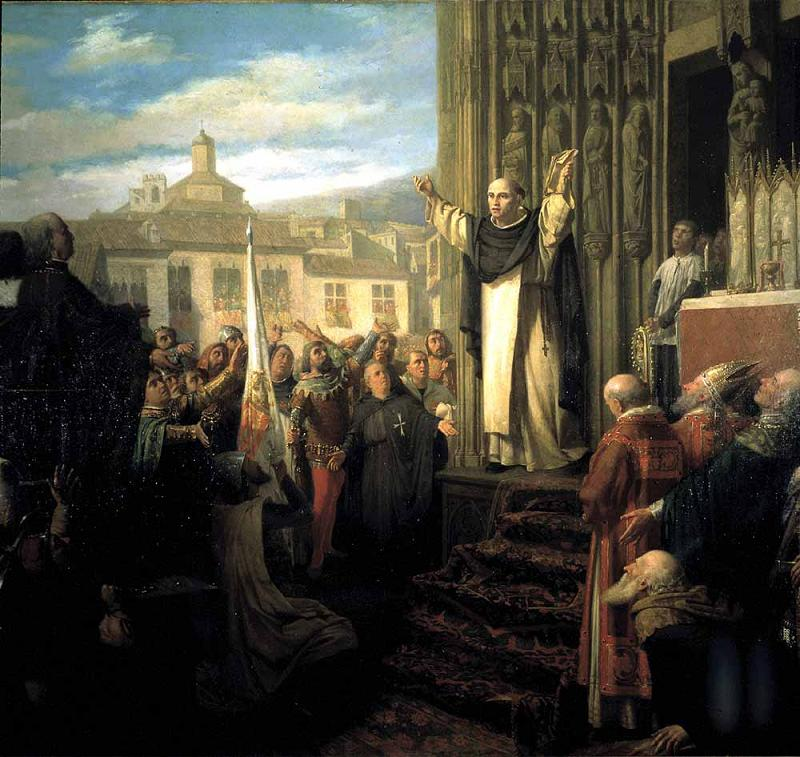
28 juin : proclamation de Ferdinand dAntequera, roi d'Aragon, à l'issue du compromis de Caspe

- 28 juin : début du règne de Ferdinand Ier d'Aragon (1380-1416), roi d’Aragon et de Sicile[4].
- Juin : la vente d’indulgence à Prague provoque l’indignation de Jan Hus, prédicateur à la chapelle de Bethléem. Remarquable orateur, il provoque l’émeute du peuple de Prague qui est durement réprimée. Un cortège d’étudiant conduit par le disciple de Hus, Jérôme, va clouer au pilori la bulle du pape et la brûle ensuite (24 juin). Trois étudiants, qui ont interrompu un prêtre pendant qu’il prêchait l’achat d’indulgence, sont exécutés à la hache. L’agitation continue et de nombreux ecclésiastiques orthodoxes quittent la ville et font à Jan Hus une mauvaise réputation auprès des Pères du concile de Constance[10].
- 10 août : Thomas de Lancastre, fils de Henri IV d'Angleterre, débarque à Saint-Vaast-la-Hougue[11]. Il prend la tête de la première chevauchée anglaise à travers la France depuis 1380. Ses troupes dévastent la Basse-Normandie et l'Anjou avant de rejoindre Bordeaux à l'automne.
- 28 octobre : à la mort de la reine Margrethe en mer, son fils Éric de Poméranie dispose du pouvoir[12]. Il voyage peu et se comporte surtout comme un Danois. Il confie les places fortes et les principaux emplois administratifs de Suède et de Norvège à des étrangers, essentiellement à des Danois. Il ne fait pas parvenir jusqu’à lui les rapports qui émanent des notables des trois royaumes et ne convoque jamais les trois conseils.
- Décembre : Jan Hus quitte Prague[10] et se retire au château de Kozi Hradek, dans le sud de la Bohême, afin d’y rédiger son ouvrage De ecclesia[13].

- L'empereur Sigismond est battu par les Ottomans de Musa, fils de Bayezid Ier, à la bataille de Semendria (Smederevo en Serbie)[14].
- Le despote Serbe Stefan Lazarević publie un Code des mines[15], qui n’empêche pas le monopole de Raguse sur le commerce de l’argent serbe et bosniaque.